# Турклуб «Романтик»
Турклуб «Романтик» — одесский некоммерческий туристический клуб. Является одним из старейших и наиболее известных туристских клубов, осуществляющих свою деятельность на территории Украины. Был основан в 1957 году группой студентов  Одесского политехнического института. В июле 1959 года участниками горного похода, организованным туристской секцией, было совершено первопрохождение перевала в горном районе Алтая, который получил название «Перевал одесских политехников». 

## Деятельность
На протяжении более полувека турклуб принимает активное участие во всестороннем развитии молодежи. Его деятельность оказала непосредственное влияние в формировании многих поколений одесских политехников, которые вследствие, становились выдающимися инженерами, музыкантами, мастерами спорта и успешными деятелями других сфер.
Одним из примеров является Мстислав Горбенко — первый одессит, покоривший вершину Эвереста в составе международной экспедиции и ныне являющийся директором альпклуба «Одесса». Первые шаги в области альпинизма и спортивного туризма Мстислав сделал именно в турклубе «Романтик». Он также принимал непосредственное участие в развитии клуба, находясь в составе студенческого правления.
Клуб регулярно организовывает различного рода мероприятия и соревнования, направленные на популяризацию здорового образа жизни и развитие спортивного туризма. Многие соревнования проводятся совместно с Федерацией спортивного туризма Украины. Мероприятия организовываются в таких сферах, как пеший, горный, водный, лыжный, вело- и спелеотуризм. Походы, проведенные турклубом, регулярно принимают участие в первенствах Украины и всего мира. За счет этого, их участники получают спортивные звания и разряды вплоть до мастера спорта Украины.
Турклуб «Романтик» также является партнёром и соорганизатором одного из крупнейших в Украине туристических пеших переходов «100 километров за 24 часа по Поясу Славы», ежегодно обеспечивая всеобъемлющей поддержкой участников на контрольных пунктах маршрута. 
Ветераны клуба также принимают участие в различного рода музыкальных инициативах как "поющая сотка", преодолевая определенную часть маршрута под аккомпанемент гитары.
Труды, приложенные при организации и обеспечении жизнедеятельности клуба, а также их значимость и вклад в развитие спортивного туризма и молодежи в СССР, а после — и в Украине, были упомянуты в научных публикациях и учебных пособиях.
Турклуб «Романтик» принимал активное участие в выполнении особо опасных высотных работ  при ликвидации последствий ракетного удара по Одессе 14 июня 2023 года .

## Горное направление

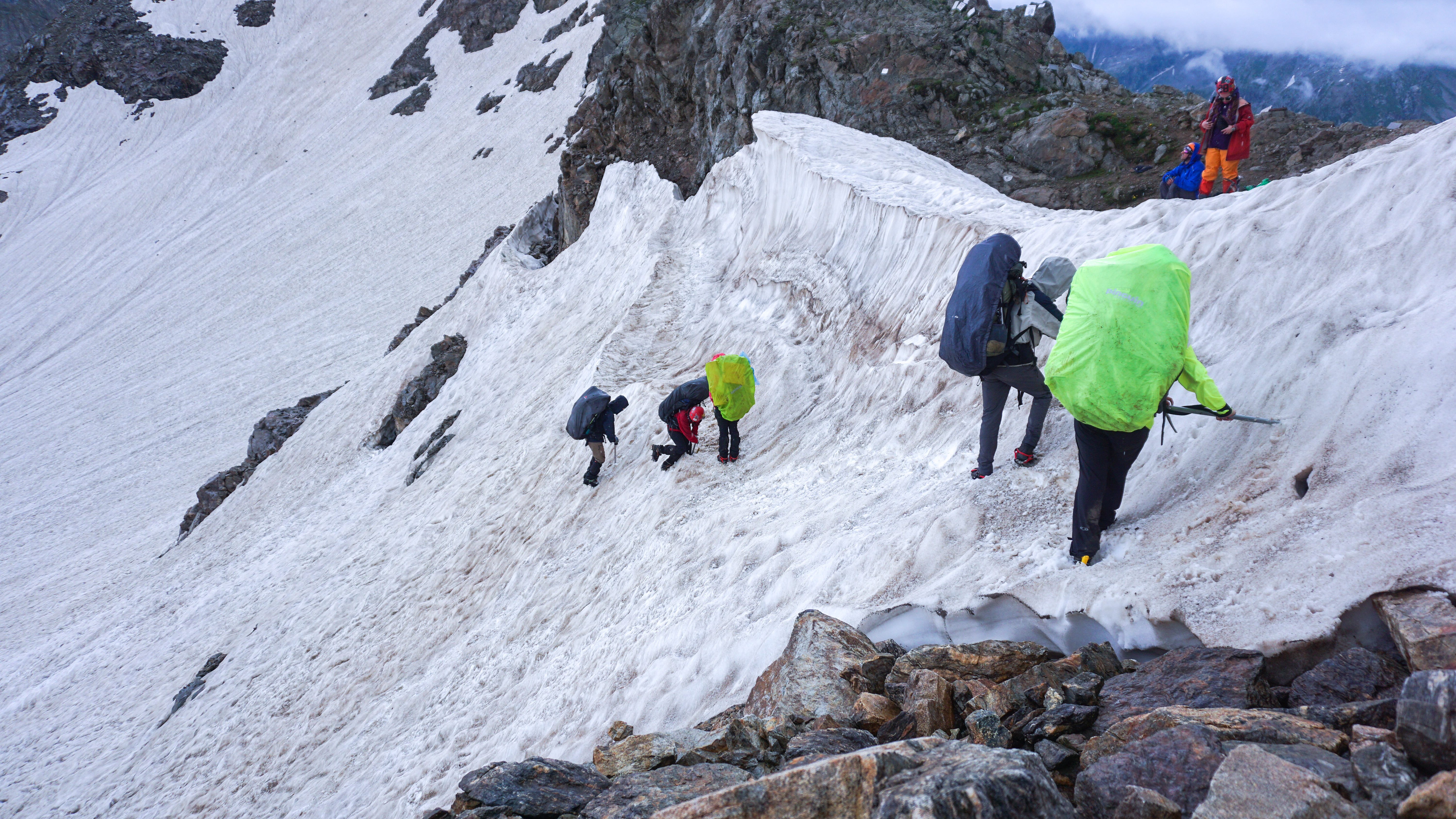
Преодоление перевала в горном походе

Организация горных экспедиций участниками клуба, дала возможность совершить множество первопроходов перевалов и вершин, которые впоследствии получили названия, данные первопроходцами, тем самым внося свой вклад в развитие спортивного туризма и повышение уровня безопасности в горных районах всего мира.
Спортивные походы горного направления, организованные турклубом, занимают призовые места на чемпионатах Украины по спортивным туристским походам высших категорий сложности.
Клуб также имеет свою спортивную команду по технике горного туризма, которая регулярно принимает участие в чемпионатах Украины, представляя Одесскую область. Участники команды успешно занимают призовые места на первенствах страны, улучшая навыки и повышая свои спортивные звания.

## Водное направление
В клубе представлено и направление водного туризма. Используя такие плавсредства, как катамараны и байдарки, участники походов преодолевают водные препятствия на таких речках, как Южный Буг.
В районе порога под названием «Интеграл», который расположен на Южном Буге, турклуб «Романтик» организовывает водные соревнования. Помимо походов в пределах Украины, туристический клуб также проводит их в таких дальних районах, как Норвегия.

## Велосипедное направление

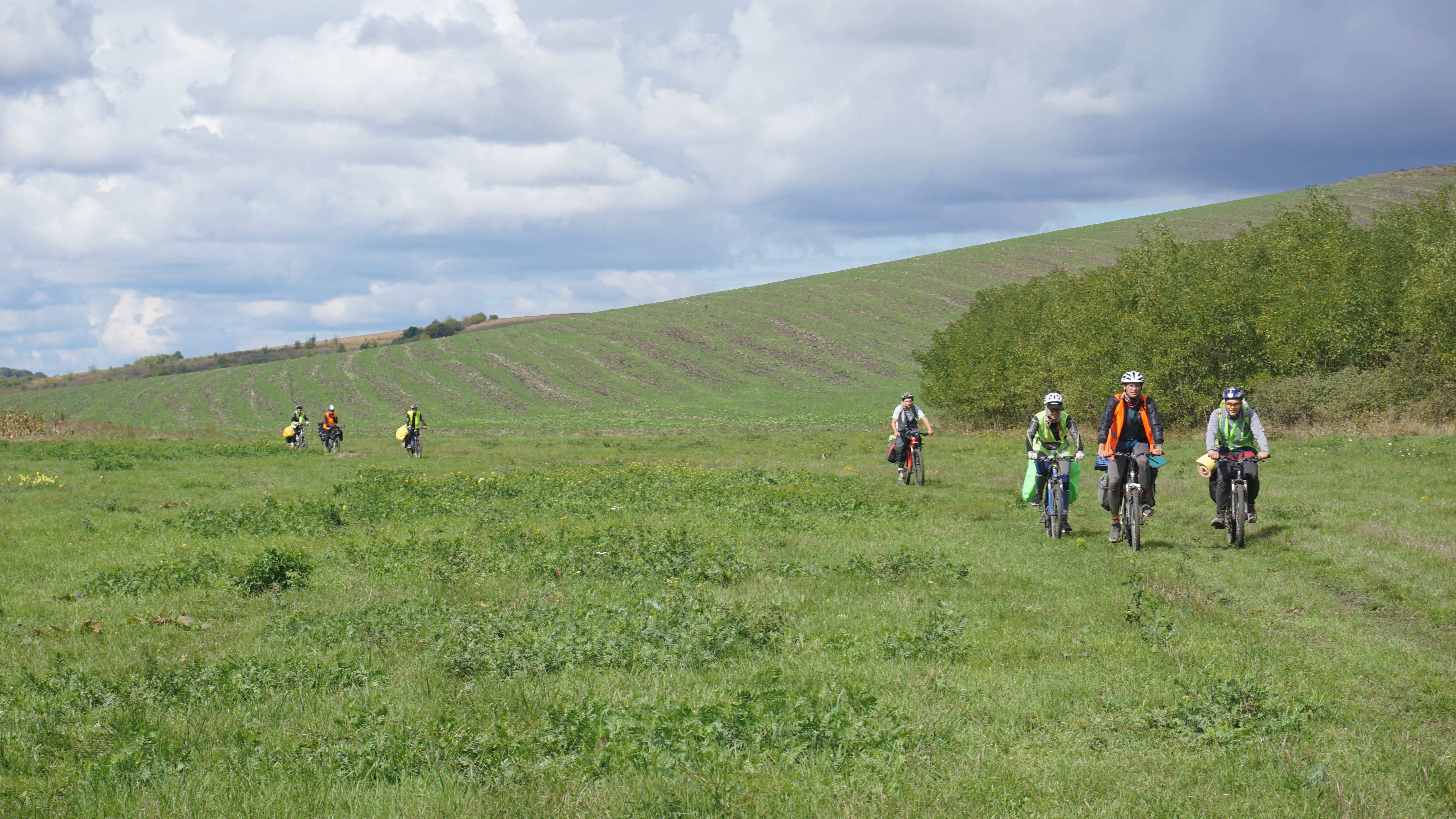
Велосипедная походная группа на маршруте

В клубе также активно развивается направление велотуризма. Участники клуба ходят категорированные походы по маршрутам Одесской и близлежащих областей.

## Лыжное направление

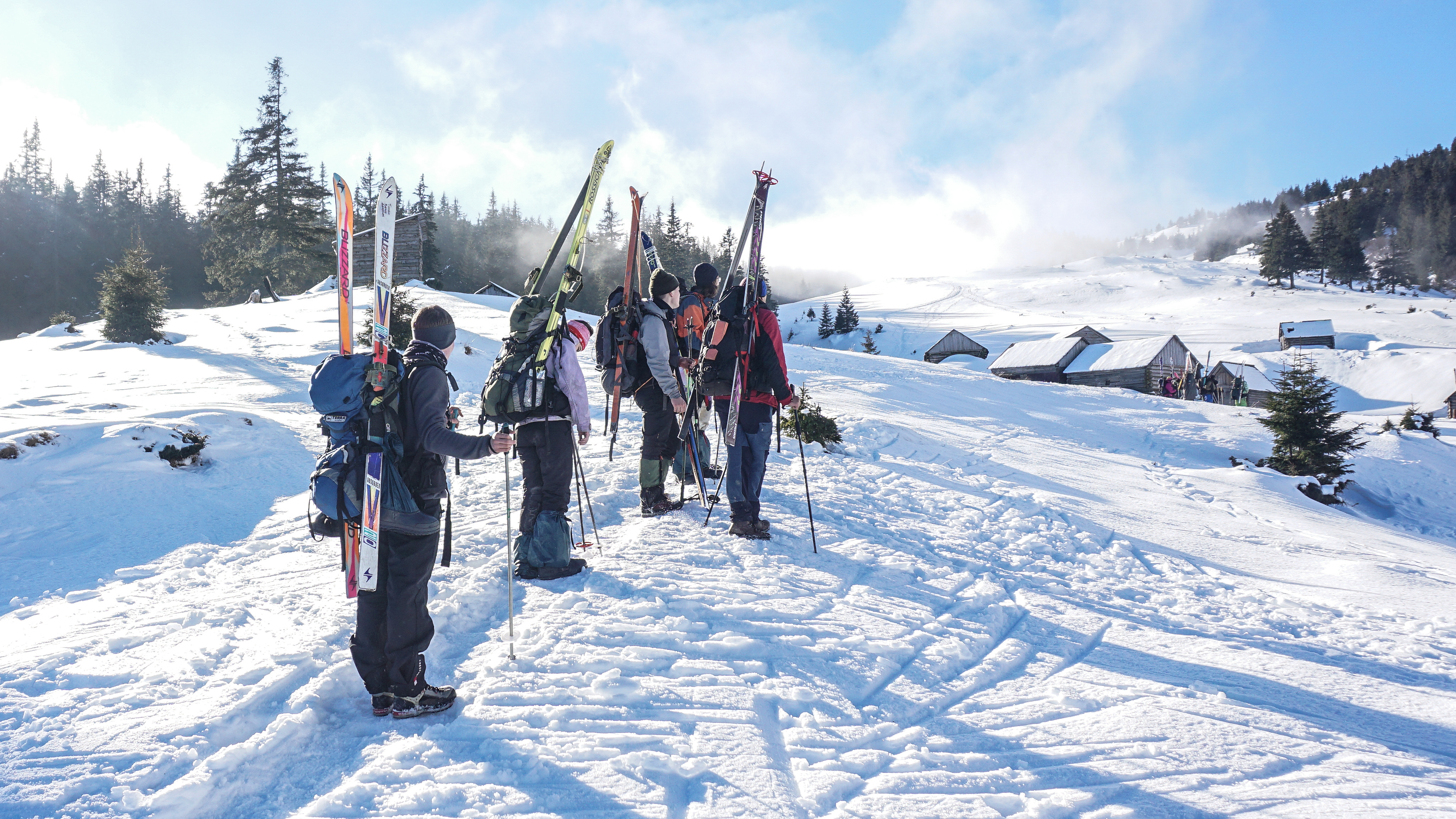
Лыжный туризм

Клуб организовывает также лыжные походы различных категорий сложности. 
Походы принимали участие в чемпионатах Украины по спортивным туристским походам лыжного направления спортивного туризма, где в том числе занимали призовые места.

## История
Начало деятельности самоорганизованного туристического объединения было положено 12 марта 1957 года, когда студенты-химики ОПИ во главе с Валерием Юдиным решили сходить в поход вдоль берега моря. После успешного проведения похода и понимания актуальности затронутой сферы, студентами было решено организовать туристскую секцию при ОПИ.
В 1960-х годах секция столкнулась с такой проблемой, как запрет спортивного туризма на государственном уровне. Турсекция все равно продолжила свою деятельность, но в меньших масштабах. В 1963-м году запрет был снят и развитие спортивного туризма приобрело массовый характер.
31 октября 1963 года турсекция была оформлена как туристский клуб «Романтик». Были созданы и учреждены эмблема и устав клуба, которые с незначительными редакциями сохранились по сегодняшний день.

## Галерея

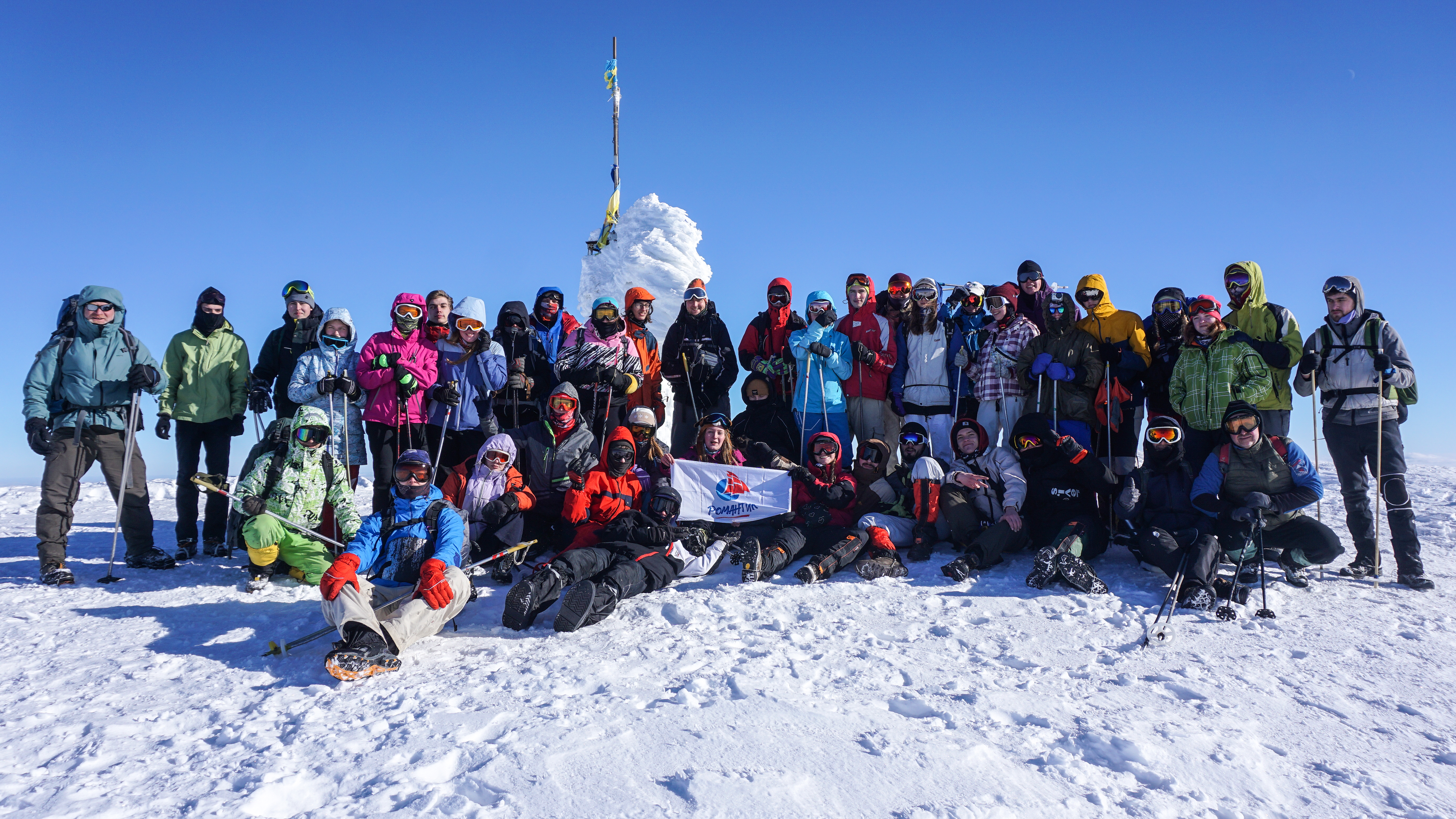
Лыжные сборы т/к «Романтик», г. Говерла, январь 2023 года